# Juliane Déry

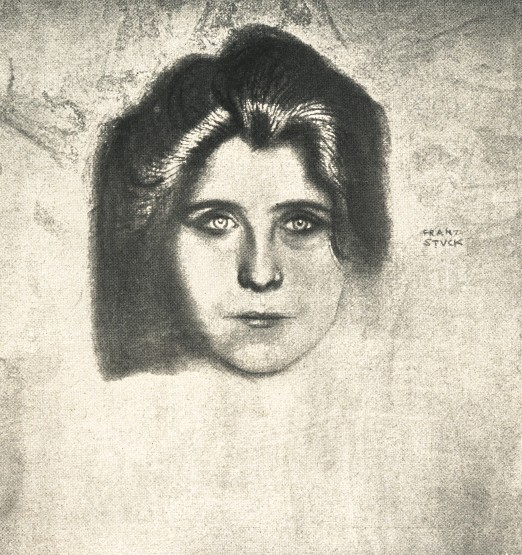
Juliane Déry auf einem Gemälde von Franz von Stuck, um 1898

Juliane Déry (eigentl. Deutsch bzw. Decsy, * 10. August 1864 in Baja, Kaisertum Österreich; † 31. März 1899 in Berlin) war eine deutschsprachige Schriftstellerin und Dramatikerin.

## Leben
Juliane Deutsch wurde als Tochter des deutsch-jüdischen Kaufmanns Moritz Deutsch in Baja geboren, wo sie ihre Kindheit verbrachte und erste Dichtungen auf Ungarisch schrieb. Im Jahr 1873 siedelte die Familie nach Wien über und trat dort zum Katholizismus über. Der Familienname wurde ins Ungarische Decsy übersetzt (madjarisiert) und in Déry umgewandelt. Dérys Vater verübte nach 1873 Selbstmord. Die Familie lebte daraufhin in großer Armut in Wien, wo Déry Deutsch lernte, die „Mädchenbürgerschule“ besuchte und anschließend bis 1890 auf der „Klosterschule zu St. Anna“ ihr Lehrerinnendiplom erwarb. In dieser frühen Phase begegnete sie auch Arthur Schnitzler, der damals gleichfalls noch nicht in die Öffentlichkeit getreten war.
Karl Emil Franzos ermutigte Déry, schriftstellerisch tätig zu werden. Im Jahr 1888 veröffentlichte er eine ihrer Novellen in seiner Zeitschrift „Deutsche Dichtung“. Im Jahr 1890 ging Déry nach Paris, wo sie auf Initiative von Prinzessin Mathilde Zugang zu literarischen Zirkeln der Stadt erhielt, unter anderem war sie Gast im Salon der Juliette Adam. Déry verließ Paris 1893 und ging nach Deutschland.
Im Jahr 1893 fand die Premiere ihres Einakters Verlobung bei Pignerols in Coburg am Hoftheater Herzog Ernsts II. von Sachsen-Coburg und Gotha, der sie protegierte, statt. Das Stück wurde ebenfalls am Residenztheater in Berlin aufgeführt und machte Déry der Öffentlichkeit als Bühnenschriftstellerin bekannt. Sie lebte von 1895 bis 1898 in München und „half das ‚Intime Theater‘ […] begründen.“ Déry war Mitarbeiterin der „Neuen Deutschen Rundschau“, im „Quickborn“ und im S. Fischer Verlag. In München pflegte sie zudem Umgang mit den Schriftstellern der Zeitschrift „Die Gesellschaft“ und war mit Franz von Stuck bekannt, der sie mehrfach porträtierte.
Im Jahr 1898 siedelte Déry nach Berlin über. Bereits in Paris war sie in die Dreyfus-Affäre verwickelt und der Spionage beschuldigt worden. Nachdem in Berlin ihre Verlobung gelöst worden war und möglicherweise auch durch die Wendung im Dreyfus-Prozess beging Déry 1899 durch Sturz aus dem Fenster Suizid.

## Werke
Novellen
- Hoch oben. Novellen. Bonz, Stuttgart 1888.
- Ohne Führer. (Die Einwilligung.  Am Kreuzweg.) Bonz, Stuttgart 1891.
- Rußland in Paris. 1893. (Text zum Download)
- Katastrophen. Neue Novellen. Bonz, Stuttgart 1895.
- Hans der Pechvogel. Eine Rabengeschichte. 1900.[5]

Theaterstücke
- Die Verlobung bei Pignerols (Lustspiel) 1891.[6]
- Das Amulet. Lustspiel in 1  Aufzug. Bonz, Stuttgart 1891.
- D’ Schand'. Volksstück in sechs Bildern. Albert, München 1894.
- Es fiel ein Reif. Drama in einem Akt. S. Fischer, Berlin 1896. (Digitalisat)
- Die sieben mageren Jahre. Drama. 1896.[7]
- Die sieben mageren Kühe. Komödie in drei Akten. S. Fischer, Berlin 1897.
- Die selige Insel. Dramatisches Idyll. Schuster & Loeffler, Berlin 1897. (Digitalisat)
- o. J.: Der Stärkere (Lustspiel)[8]
- o. J.: Pusztastürme (Lustspiel)[9]

Unselbständige Veröffentlichungen
- 1896: Selige Liebe (Phantasie) (Digitalisat und Volltext im Deutschen Textarchiv)